# Blood Bowl (jeu vidéo, 2009)
Pour les articles homonymes, voir Blood Bowl et Blood Bowl (jeu vidéo, 1995).
Blood Bowl est un jeu vidéo développé par Cyanide Studio sur  PC, Xbox 360, PlayStation Portable et Nintendo DS. Il est adapté du jeu de figurines éponyme de Games Workshop, Blood Bowl.

## Système de jeu
Il s'agit d'un jeu de sport tactique dans un univers médiéval fantastique basé sur les règles du football américain. On peut jouer en tour par tour ou en temps réel avec une pause active, en dirigeant des orcs ou des elfes par exemple.

## Accueil
| Blood Bowl    |      |       |
| Média         | Pays | Notes |
| GameSpot      | US   | 70 %  |
| Jeuxvideo.com | FR   | 17/20 |